# エルジェーベト橋
エルジェーベト橋 (エルジェーベトばし、ハンガリー語: Erzsébet híd) は、ハンガリーの首都ブダペストのドナウ川沿岸で、ブダ地区とペシュト地区（ペスト地区）を結ぶ3番目に新しい橋である。再建された現在のエルジェーベト橋は白いシンプルなケーブル吊橋だが、かつて同じ場所にあった旧エルジェーベト橋は、チェーン吊橋として特筆すべき長さと美しさを備えていた。
エルジェーベト橋はブダペストのドナウ河岸の中で川幅が最も狭い場所に架けられており、その距離はわずか290 m である。橋は、ペシュト側の旧市街教区聖堂（13世紀に建造されたペシュト地区最古の教会）や3月15日広場がある地区と、橋の名前の由来になったオーストリア＝ハンガリー帝国の皇后エリーザベトの銅像があるドブレンテイ広場やゲッレールトの丘に繋がるブダ側の地区を結んでいる。ブダ側には、近くにはラーツ温泉やルダシュ温泉もある。上流にはセーチェーニ鎖橋、下流には自由橋がある。

## 歴史

### 計画
ブダペシュト市内を流れるドナウ川に架かった最初の恒常的な橋は、ウィリアム・ティアニー・クラークが設計したセーチェーニ鎖橋（1849年）であった。クラークは、このあと、市内で川幅が最も狭くなる地区にも橋を架けることを計画していた。この計画が実現に向けて動き出したのは、1885年のことだった。市議会がセーチェーニ鎖橋の通行税をもとに、マルギット橋（1876年）に続く新しい橋を2本作ることを決議したのである。しかし、この計画では橋の両端に当たる土地の確保で問題が起こった。
まずペシュト側はエシュキュ広場（現・3月15日広場）に繋がる橋が想定されていたが、当時のペシュト地区中心部にあたることから、教区聖堂（現・旧市街教区聖堂）や市庁舎などの存在が建設の妨げになると判断されたのである。この結果、当時の市庁舎は取り壊されることが決まった。
他方、ブダ側では、ルダシュ温泉などに近い位置のため、温泉の湧出に対応する必要があった。実際、橋の建設中に地下の温泉によって温められたアスファルトの粘着性が低下し、わずかずつだが橋台が川に滑りつつあることが確認され、改めて対策することを余儀なくされたこともあった。それに加え、土地の売却をめぐる汚職事件が起こったのである。エルジェーベト橋のブダ側の端はゲッレールトの丘のふもとに直接伸びており、橋に繋がる道は入り組んだものにならざるをえなかった。そのような形で橋が設計された原因は、ある裕福な貴族にあった。彼は河岸の特定の地域を所有していた市会議員で、同僚議員や技師たちを買収して、橋の建設用地として所有地の一部を売却し、ひと儲けしようと目論んだのである。彼はかなり吊り上げた価格でまんまと売却してしまった。馬車の時代には橋と道路をどう繋ぐかは重視されておらず、結果として生じたコストの超過分も覆い隠されてしまったので、訴追が行われることもなかった。しかし、その結果できた橋から直結する急カーブでは、多くの自動車ドライバーたちの死傷する事故が20世紀から21世紀初頭にかけての数十年間あとを絶たず、2004年のある家族の死亡事故の後、西行きの車線では40 km/hの速度制限が設けられることになった。

### 旧エルジェーベト橋

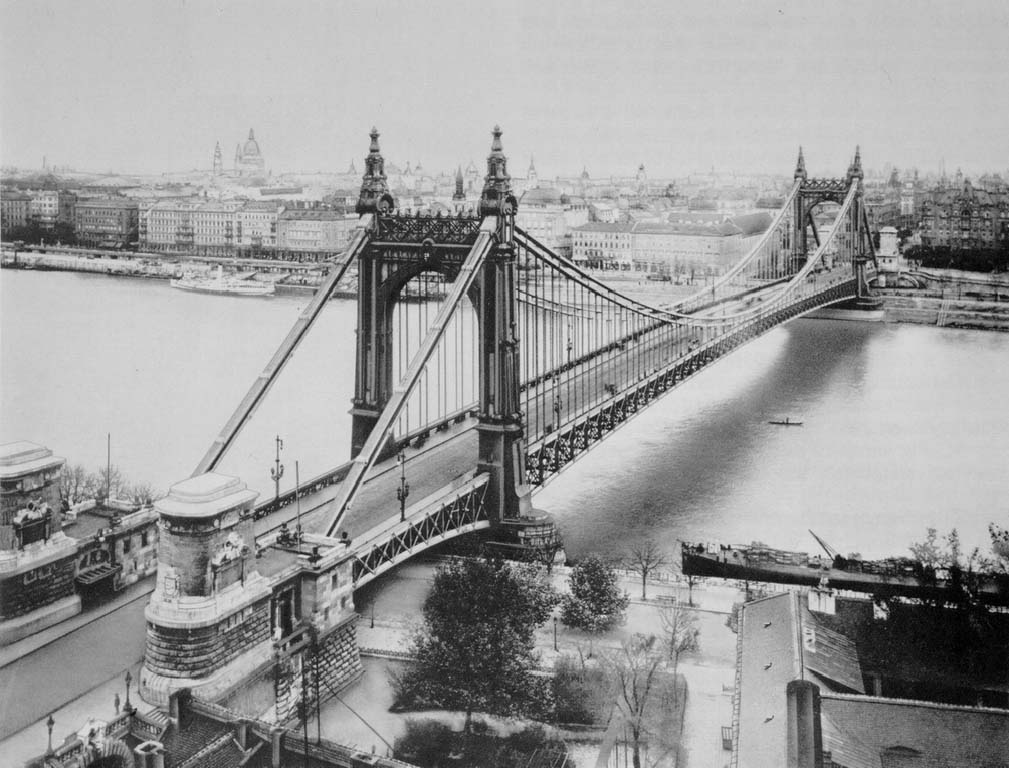
当初のエルジェーベト橋

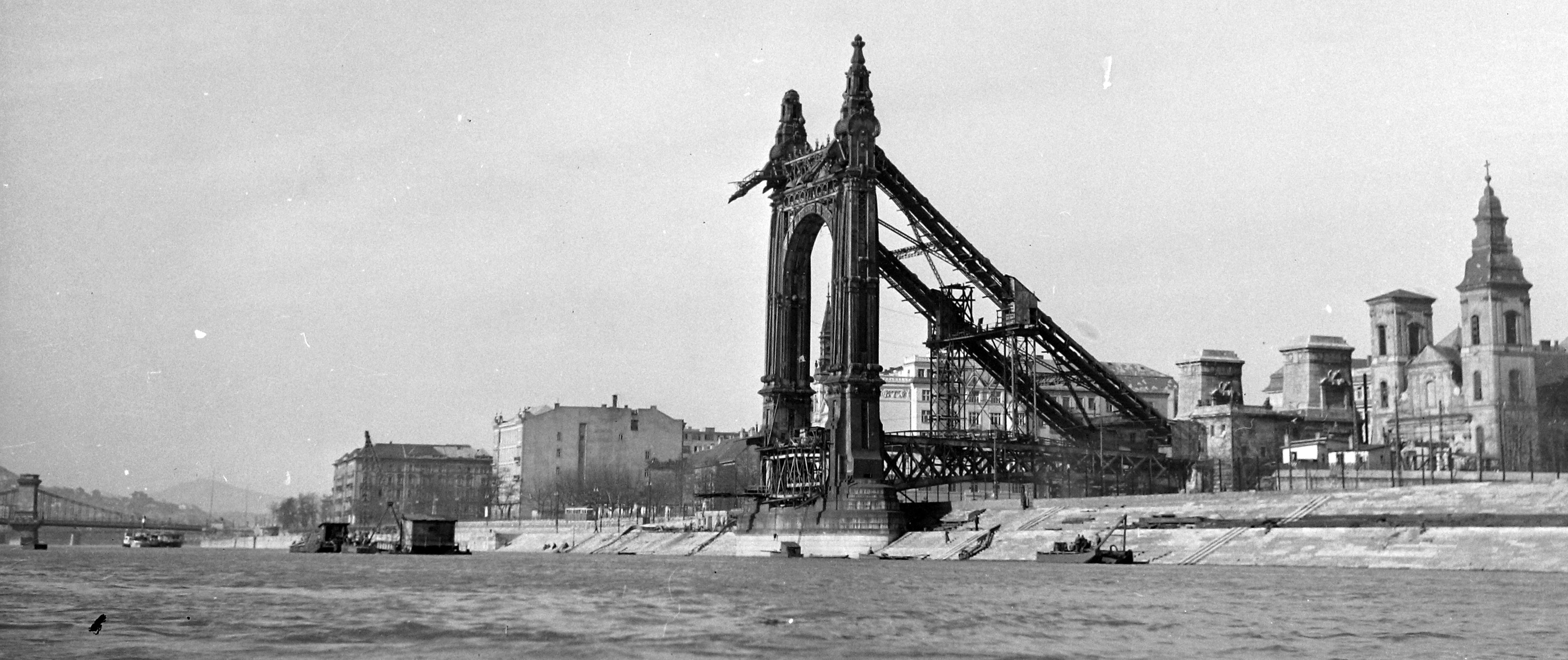
爆破されたあとの橋（1946年）

最初の橋は1898年に建造が開始された。この年は奇しくもオーストリア皇后エリーザベト（ハンガリー王妃エルジェーベト）が暗殺された年である。エリーザベトはウィーンの王宮での厳格な生活を嫌い、ハンガリーのゲデレーの離宮（ゲデレー宮殿）で過ごすことを好み、ハンガリー語を身につけ、ペテーフィ・シャーンドルの詩を愛読するなど独立運動にも理解を示した。こうしたことから、ハンガリーでは「シシイ」の愛称で大いに親しまれていたのである。1903年に完成したその橋には、彼女の名前が与えられた。
橋はツェケリウスという人物が設計し、セーチェーニ鎖橋と同じチェーン吊橋の様式で建てられた。そのチェーン吊橋では、メインケーブルにアイバー(eyebar) と呼ばれる両端に丸穴の空いた鉄板を繋ぎ合わせたアイバーチェーンが使われていた。この様式はかなりの重量になるアイバーチェーンそのものも支えなければならないため、橋が建造された時期には、より軽量でコストも抑えられるワイヤーケーブルを使うケーブル吊橋の工法が広まっていた。あえてチェーン吊橋の工法が採られたのは、国産の資材で建てることへのこだわりがあったからだという。
同じチェーン吊橋でも、セーチェーニ吊橋とは異なる特色を備えていた。それは中央径間（2つの主塔に挟まれた区間）の長さである。エルジェーベト橋は、オーストリア皇帝フランツ・ヨーゼフ1世の意向とされるが、川の中に橋脚をおかない形式で建造された。結果として、中央径間が川幅と同じ290 m となった（ちなみに、セーチェーニ鎖橋は全長380 m、中央径間202.62 mである）。この長さは1926年にブラジルの橋に追い抜かれるまで、チェーン吊橋としては世界最長記録であった。また、主塔はアール・デコの美しい装飾が施されており、チェーン吊橋としては世界で最も美しいとも言われていたのである。
しかし、そのエルジェーベト橋は、ハンガリー全土の他の多くの橋と同じように、第二次世界大戦末期に、退却するドイツ軍の工兵たちによって爆破されてしまった。その破壊はセーチェーニ鎖橋と同じ1945年1月18日のことだった。後述するように、この橋はブダペストの橋の中で唯一、元通りの様式で再建されなかった橋である。かつての橋の写真や、元の橋から取り残されたいくつかのパーツは、市民公園内のブダペスト交通博物館前の芝生で見ることができる。

### 現在のエルジェーベト橋

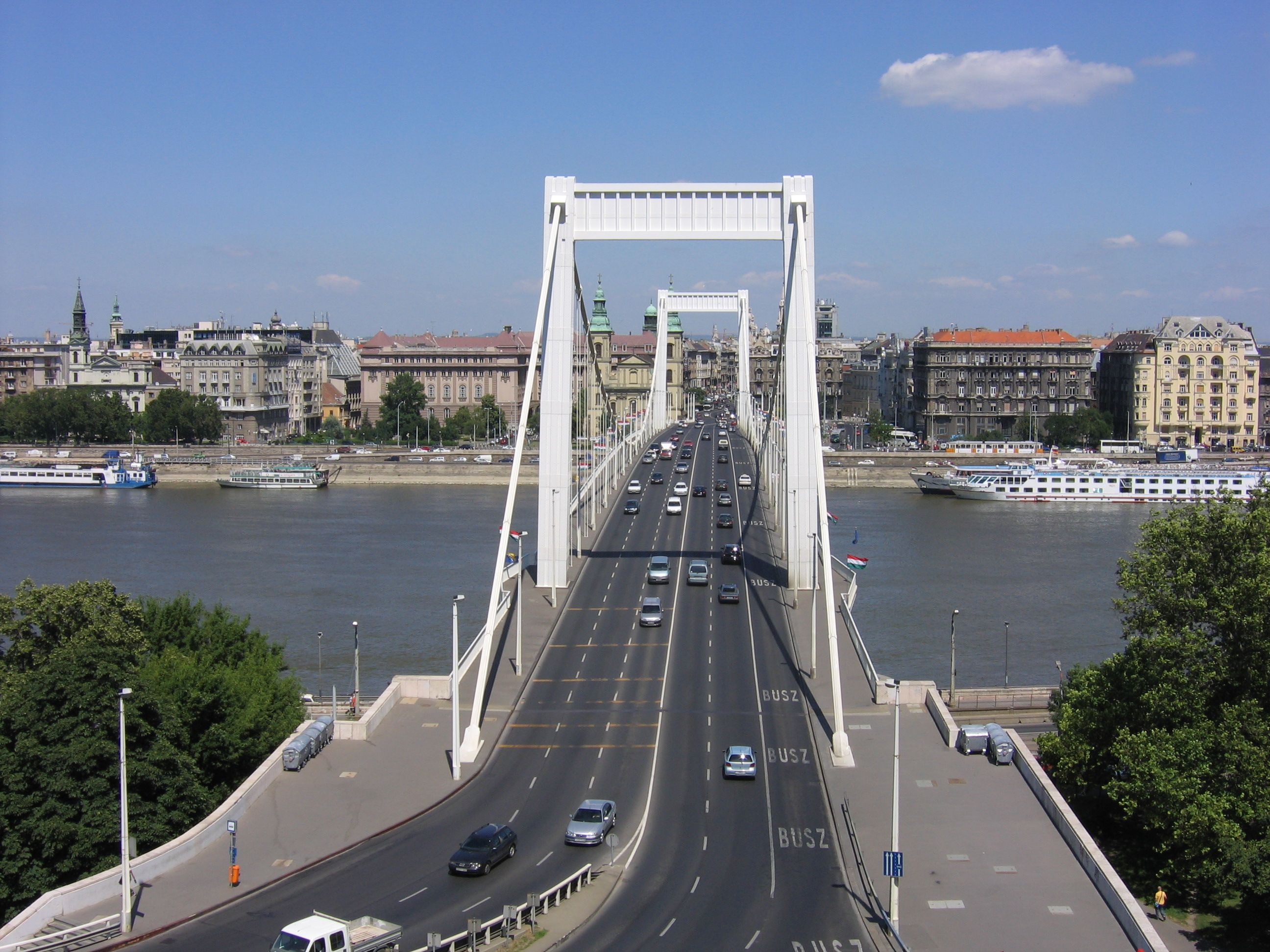
ツィタデッラから眺めたエルジェーベト橋

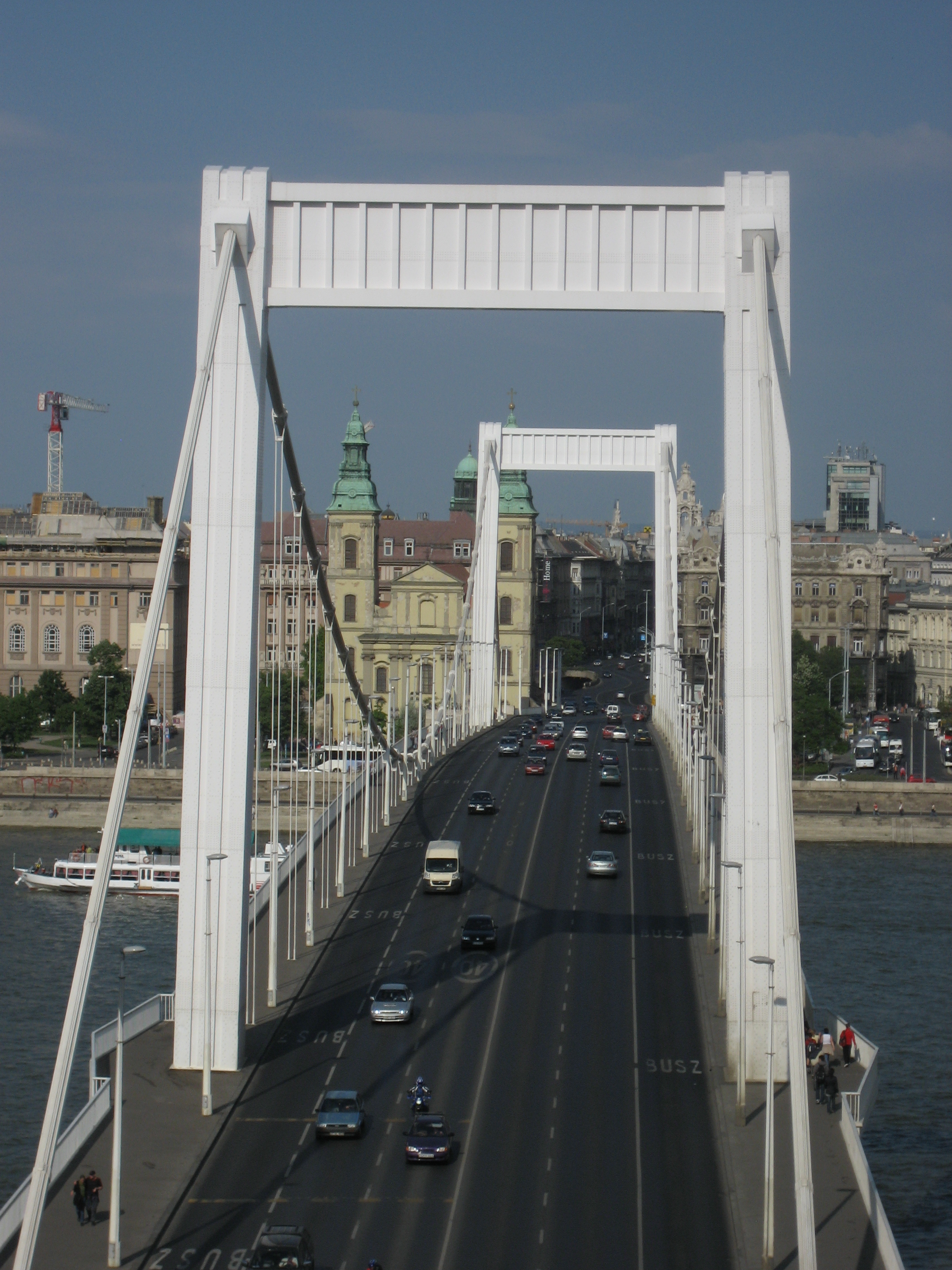
凹凸でアクセントをつけられた主塔

第二次世界大戦中に破壊されたブダペストの橋は、1940年代後半から1950年代初頭に相次いで再建された。しかし、エルジェーベト橋のみは長く放置され、1960年になってようやく再建が議論された。現在架かっている橋は、1961年から1964年に以前と全く同じ場所に再建された。なぜならば、当局には一から橋の土台を新造できる余裕がなかったからである。装飾性の高いチェーン吊橋から白いほっそりとしたケーブル吊橋へと変更されたのは、そうした資金面のほかに、新しい工法を試そうとしたという指摘や、従来の橋が幅11 m（歩道含む）に対し、交通量の増大に対応すべく新しい橋の幅が27.55 m （歩道含む）とされたことで、以前のようなチェーン吊橋での再建が難しくなったという指摘もある。
共産主義体制下では橋、街路、広場などの名前はしばしば改称され、エルジェーベト橋と同じ時期に建設されたフェレンツ・ヨージェフ橋も自由橋と改称されたが、エルジェーベト橋の名前は一度も変わることがなかった。これは前述のように、彼女がハンガリーで非常に人気があったためだという。
橋のメインケーブルの断面は六角形で、7種の異なる直径の無数の鋼線が束ねられたワイヤーケーブルが使われている。その一因は、初期のコンピューターがメインケーブルの断面を円形にするソリューションを提供できなかったことにある。サヴォリ (Sávoly) が手がけた斬新なデザインは中欧では最初のものだったが、脆弱性と無縁ではなかった。構造に亀裂の徴候が見られたあと、1973年には路面電車の路線から外され、重い線路も橋から取り除かれることになった。
現在の橋にはかつてのような装飾性はないが、塔頂部には日差しとその陰によってアクセントを付けられるように、凹凸が施されている（画像参照）。また、現在の橋はかえってシンプルな上品さがあるという評価もある。

## 日本との関係

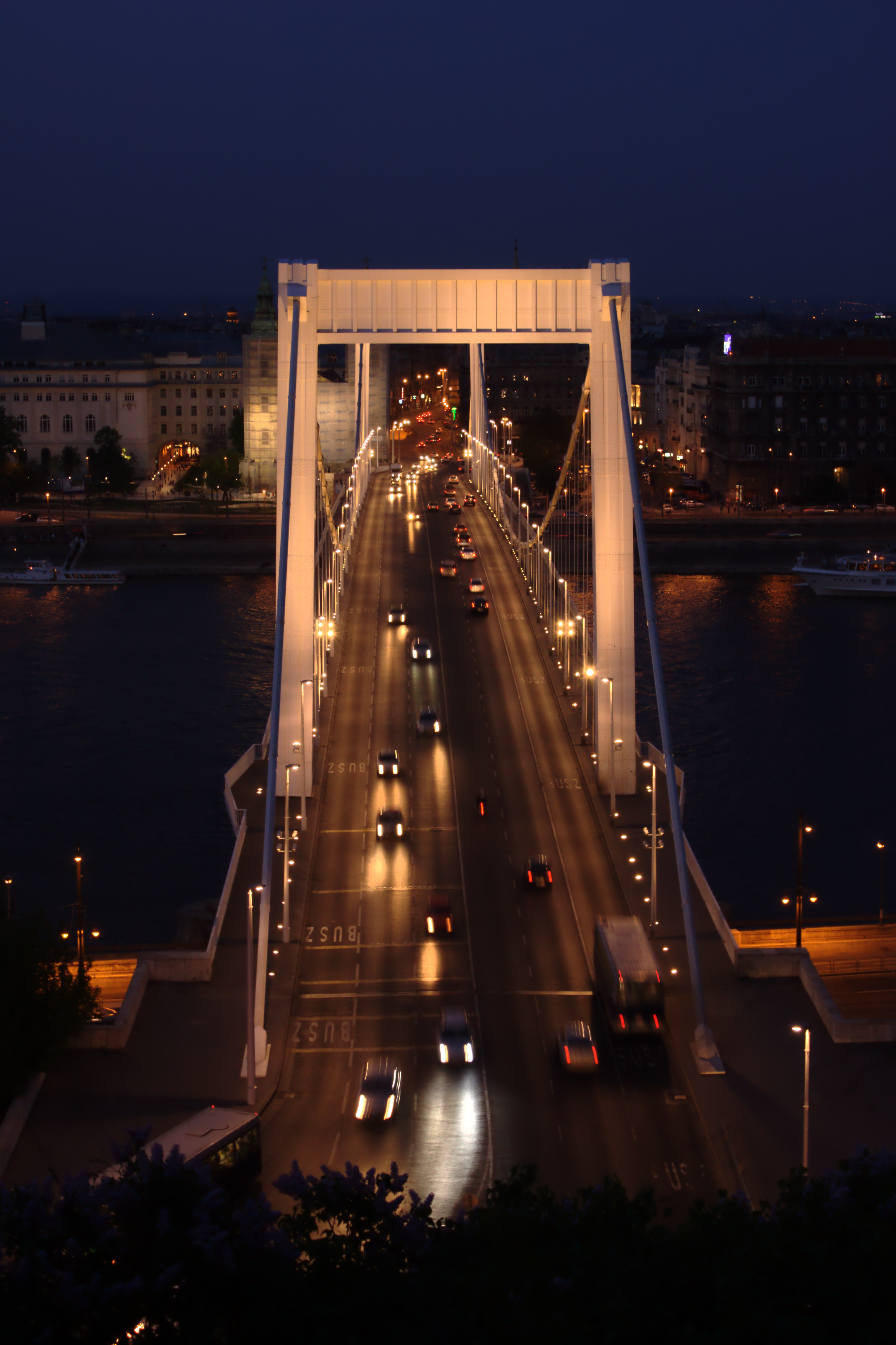
夜のエルジェーベト橋（2011年）

従来は夜間照明が存在しなかったエルジェーベト橋のためのライトアップ事業は、日本とオーストリア＝ハンガリー帝国の国交樹立140周年、日洪（日本・ハンガリー）の国交回復50周年にあたる2009年に、日本の協力で実現した。手がけたのは日本の著名な照明デザイナーの石井幹子である。この事業のために日本は1億2000万フォリント（2008年時点で約5700万円）を拠出し、ブダペスト市議会も1億5000万フォリントを拠出した。